# SebastiAn

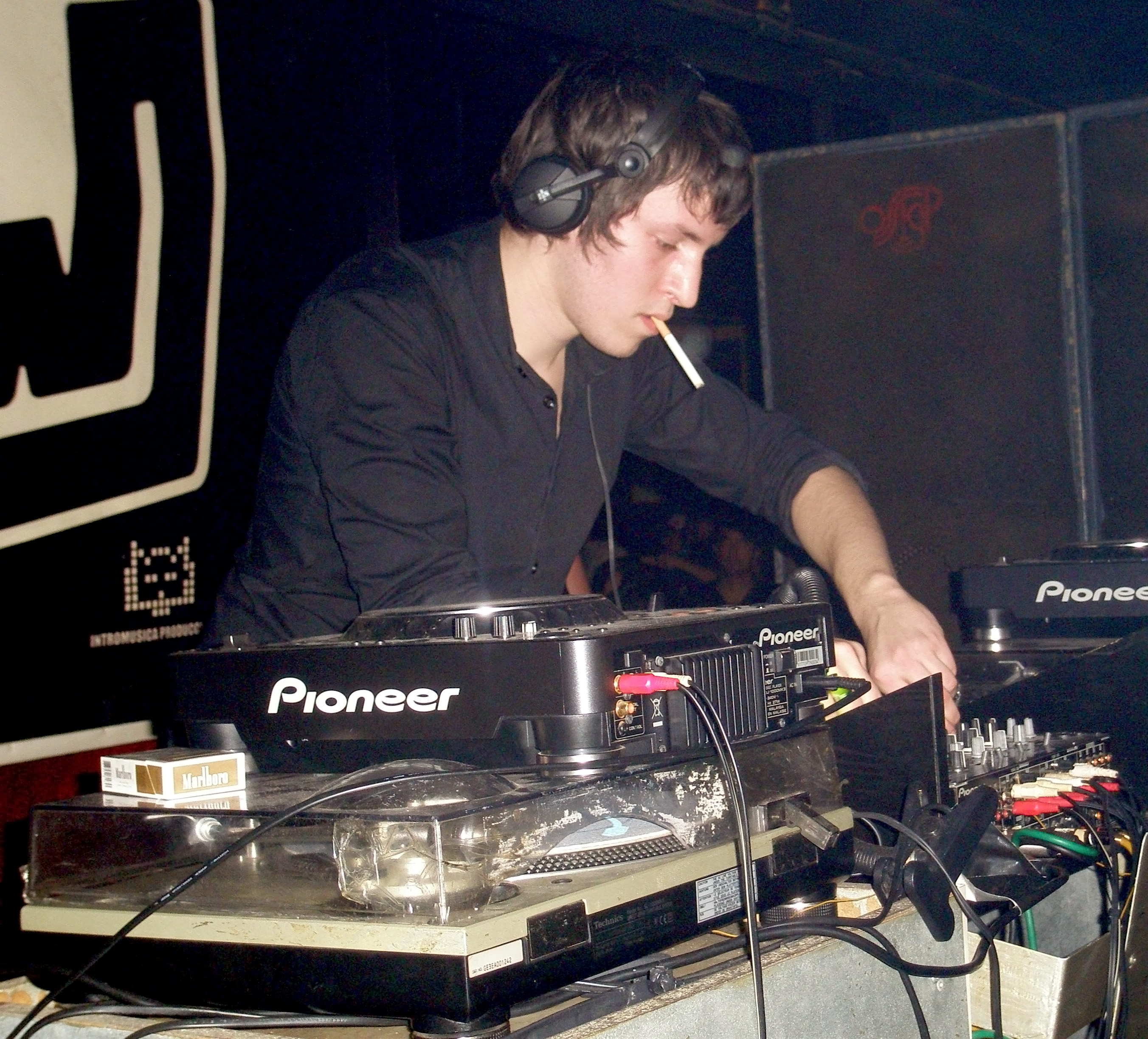
SebastiAn live 2007 in Madrid

SebastiAn (* 1981 in Boulogne-Billancourt; eigentlich Sébastien Akchoté) ist ein französischer Electro-Musiker.

## Leben und Wirken
SebastiAn wurde 2005 durch seine ersten beiden Veröffentlichungen auf dem Label Ed Banger Records, Smoking Kills und H.A.L., bekannt. Eine Reihe von Remixen folgte, unter anderem für die Künstler Annie, Daft Punk, Cut Copy, Revl9n und Label-Kollegin Uffie. Im Sommer 2006 kam es zur Veröffentlichung der EP Ross Ross Ross sowie zu einem Remix für Kelis. 2007 erschien Steak, der Soundtrack zu Quentin Dupeiuxs gleichnamigen Film, mit den von SebastiAn, Mr. Oizo und Sébastien Tellier komponierten Stücken. Es folgte die EP Motor. 2008 erschien SebastiAn Remixes, eine Compilation seiner Remixe.
Er komponierte zum 2022 erschienenen Film Tropic.
Der Gitarrist Noël Akchoté ist sein Bruder.

## Releases

### Singles / EPs
| Jahr | Titel                               | B-Seiten                   | Format  | Label             | Charts FR  |
| ---- | ----------------------------------- | -------------------------- | ------- | ----------------- | ---------- |
| 2005 | H.A.L.                              | (Split mit Krazy Baldhead) | 7"      | Ed Banger Records | –          |
| 2005 | Smoking Kills                       | Dolami, Shoot              | 12"     | Ed Banger Records | –          |
| 2006 | Ross Ross Ross                      | Head/Off, Walkman          | 12"     | Ed Banger Records | –          |
| 2007 | Walkman (Re-Edit)                   | Killing In The Name Of     | 12"     | Ed Banger Records | –          |
| 2008 | Motor EP                            | Momy, Army                 | 12"     | Ed Banger Records | –          |
| 2010 | Threnody                            | ?                          | ?       | Ed Banger Records | –          |
| 2011 | Embody                              | ?                          | Digital | Ed Banger Records | 90 (1 Wo.) |
| 2012 | Tetra                               |                            |         | Ed Banger Records | 87 (2 Wo.) |
| 2013 | Odd Look (Kavinsky feat. SebastiAn) |                            |         | Record Makers     | 46 (9 Wo.) |
| 2019 | Run for Me (feat. Gallant)          |                            |         | Ed Banger Records | –          |

### Alben
| Jahr | Titel   | Format | Label                            | Charts FR   | Charts BEW  |
| ---- | ------- | ------ | -------------------------------- | ----------- | ----------- |
| 2008 | Remixes | CD     | Ed Banger Records, Because Music | 103 (3 Wo.) | –           |
| 2011 | Total   | CD     | Ed Banger Records                | 63 (2 Wo.)  | –           |
| 2019 | Thirst  | CD     | Ed Banger Records                | 90 (1 Wo.)  | 114 (1 Wo.) |

### Remixe
| Jahr | Künstler                 | Titel                                                                          |
| ---- | ------------------------ | ------------------------------------------------------------------------------ |
| 2005 | Annie                    | Happy Without You                                                              |
| 2005 | Daft Punk                | Human After All                                                                |
| 2005 | Benjamin Theves          | Texas                                                                          |
| 2006 | Revl9n                   | Walking Machine                                                                |
| 2006 | Cut Copy                 | Going Nowhere                                                                  |
| 2006 | Uffie                    | Pop The Glock (Zwei Remixe: Einer auf Arcade Mode, der zweite auf Ed Banger)   |
| 2006 | Play Paul                | La La Land (Ed Banger Allstar Remix. Remixed mit Xavier de Rosnay von Justice) |
| 2006 | Kelis                    | Bossy                                                                          |
| 2006 | Mylo                     | Paris Four Hundred                                                             |
| 2006 | Nâdiya                   | Tous ces mots                                                                  |
| 2006 | Ali Love                 | Lost in the K-Hole                                                             |
| 2006 | The Rapture              | Get Myself Into It                                                             |
| 2006 | Fields                   | If You Fail We All Fail                                                        |
| 2006 | Kavinsky                 | Testarossa Autodrive                                                           |
| 2007 | Editors                  | Camera                                                                         |
| 2007 | Klaxons                  | Golden Skans                                                                   |
| 2007 | The Rakes                | We Danced Together                                                             |
| 2007 | Bloc Party               | I Still Remember                                                               |
| 2007 | Shesus                   | Debbie's Shoes                                                                 |
| 2007 | Rage Against the Machine | Killing in the Name                                                            |
| 2007 | Sébastien Tellier        | Sexual Sportswear                                                              |
| 2007 | Das Pop                  | Fool for Love                                                                  |
| 2008 | Scenario Rock            | Both Gotta Move On                                                             |
| 2009 | The Kills                | Cheap & Cheerful                                                               |

### Andere Veröffentlichungen / Verschiedenes
Im Februar 2007 wurde ein neuer SebastiAn-Track namens Greel auf der Ed-Banger-Records-Label-Compilation Ed Rec Vol. II veröffentlicht. Im September 2021 steuerte SebastiAn eine Coverversion des Liedes Don’t Tread on Me für das Metallica-Tributealbum The Metallica Blacklist bei.

## Filmografie
- 2018: Die Welt gehört dir (Le monde est à toi)
- 2022: Tropic
- 2023: The Successor (Le Successeur)